# Шарпантье (дворянский род)
Шарпантье (фр. Charpentier) — старинный французский дворянский род, ветви которого также признаны дворянскими родами Швеции и Финляндии.

## Происхождение и история рода
Туссен Шарпантье (Toussaint Charpentier, 1611-1683) родившийся в Нормандии, поступил на шведскую службу в 1630 году и последовал за Акселем Оксеншерной в Эрфурт, куда король Густав II Адольф взял его в качестве наемника. Участвовал в сражениях 1648 года в Германии, в 1656-1659 годах в Польше, отличился в 1656 году при осаде Риги в ходе русско-шведской войны 1656—1658. В 1660 подполковник кавалерийского полка округа Турку. В 1664 был посвящен в рыцари отмечен номером 765 в шведском рыцарском ордене. В 1773 году, после смерти Клааса Роберта Шарпантье (Claes Robert Charpentierin), дворянский титул перешел по женской линии к племянникам "Л'Эклер" (L'Eclair).